# 1852 w sztukach plastycznych
Wydarzenia w sztukach plastycznych i wizualnych w 1852 roku.

## Wydarzenia
- 17 lutego - car Mikołaj I udostępnił publiczności zbiory Ermitażu

## Malarstwo
- Henryk Rodakowski

Portret generała Henryka Dembińskiego - olej na płótnie, 178 x 139 cm

## Urodzeni
- 1 kwietnia - Edwin Austin Abbey (zm. 1911), amerykański malarz, grafik i ilustrator
- 18 kwietnia - George Clausen (zm. 1944), brytyjski malarz i grafik
- 18 maja - Gertrude Käsebier (zm. 1934), amerykańska fotografka
- 11 grudnia - Benedykt Henryk Tyszkiewicz (zm. 1935), polski fotograf i ziemianin

## Zmarli
- 23 czerwca - Karł Briułłow (ur. 1799), rosyjski malarz i architekt
- 14 września - Augustus Welby Northmore Pugin (ur. 1812), angielski architekt
- James Pradier - (ur. 1790), francuski rzeźbiarz